# Apotheta tanymita
Apotheta tanymita là một loài bướm đêm trong họ Geometridae.